# Three (альбом Four Tet)
Three — двенадцатый студийный альбом британского электронного музыканта Four Tet. Издан 15 марта 2024 года на принадлежащем ему лейбле Text.

## Предыстория и синглы
После выпуска двух сольных альбомов в 2020 году Хебден сотрудничал с другими музыкантами, включая Madlib, Скриллекса и Fred Again, а в 2021—2022 годах участвовал в судебном разбирательстве с Domino Recording Company по поводу отчислений за потоковую передачу музыки. Вернувшись к сольной деятельности, 27 апреля 2023 года Хебден выпустил ведущий сингл предстоящего альбома — «Three Drums», «стену электронного шума», подкреплённую «спокойным ритмом» и отголосками «хип-хопа начала 90-х». Открывающая композиция «Loved» была выпущена 10 января 2024 года и включает в себя «замедленный, плавный барабанный ритм» в сочетании с «мягкими звуками клавишных».
Музыкант анонсировал Three 14 февраля, одновременно с выпуском сингла «Daydream Repeat», который был описан как «великолепно гипнотический». Обложка альбома была создана Джейсоном Эвансом и Мэтью Купером. В рамках продвижения пластинки 4—5 мая 2024 года Хебден провёл мероприятие «Four Tet & Friends» в Бруклине, Нью-Йорк. На нём выступили Floating Points, Ben UFO и другие.

## Выпуск
Выход Three состоялся 15 марта 2024 года на принадлежащем Хебдену лейбле Text. 10 мая того же года в цифровом формате было выпущено расширненное издание альбома под названием Three +, включающее двенадцать треков.
29 ноября расширенное издание было выпущено на кассете неонового зелёного цвета на лейбле Cosmic Slop, который принадлежит благотворительной организации MAP Charity из Лидса. Эта организация предоставляет молодым людям доступ к творческому образованию. Обложку издания создал Джейсон Эванс совместо с учащимися MAP Charity. Все доходы с продаж были направлены на нужды благотворительной организации.
И июле 2024 года в подкасте Tape Notes Хебден рассказал, что Three сочетает в себе ностальгию по подростковым годам и его нынешний жизненный опыт. Он назвал альбом кульминацией предыдущих работ, которая даёт возможность переосмыслить знакомые приёмы и идеи в более изысканном исполнении. Музыкант отметил, что этот релиз может стать последним в его привычном стиле, символизируя «конец эпохи». Также Four Tet отметил, что многие его альбомы никак не связаны с тем, что происходит на концертах. Хебден акцентировал внимание на важности наслаждения творческим процессом и сохранения психического здоровья, поскольку тревога мешает радости создания музыки, а стресс может быть опасен для жизни.

## Отзывы критиков
| Оценки критиков | Оценки критиков |
| Источник        | Оценка          |
| --------------- | --------------- |
| AllMusic        | [ 13 ]          |
| Clash           | 8/10            |
| Pitchfork       | 7,8/10          |
| Sputnikmusic    | [ 16 ]          |

Филип Шерберн из журнала Pitchfork высоко оценил Three как хорошо составленный альбом, охватывающий почти все стили, освоенные Four Tet на протяжении карьеры — от эмбиента и британского гэриджа до минимал-техно. Как отметил рецензент, в то время как живые выступления Хебдена полны неожиданностей и экспериментов, его студийная работа остаётся тщательно выверенной и наполнена утончёнными звуковыми деталями, которые раскрываются при внимательном прослушивании. Шерберн также написал, что, несмотря на знакомое звучание, Three воспринимается как свежая и энергичная работа, подтверждая, что даже в рамках своего фирменного стиля Хебден продолжает находить способы удивлять слушателей.
Джефф Ихаза в обзоре для Rolling Stone сравнил звучание композиций пластинки с эмбиентной музыкой Aphex Twin и отметил, что Three доказывает, что выработанное за тридцатилетнюю карьеру мастерство Хебдена «настолько утончённо, что он способен вдохнуть новую жизнь в уже проторенные тропы, вопреки алгоритмам». Пол Симпсон с сайта AllMusic описал Three как альбом в стиле даунтемпо, сочетающий задумчивые, успокаивающие мелодии с элементами танцевальной музыки. Он выделил «Loved» и «Three Drums» за их «успокаювающие», но динамично развивающиеся звуковые ландшафты. В целом, по его мнению, альбом получился «гораздо более чётко структурированным», чем предыдущая работа Four Tet — Sixteen Oceans. Робин Мюррей в рецензии для Clash назвал Three «ярким и приносящим удовлетворение» альбомом, который демонстрирует мастерство Four Tet в ритме и текстуре, а также выражает сдержанный путь эволюции его музыкального стиля. По мнению Мюррея, Three «аккуратно раскрывает чудесные аспекты» творчества Хебдена и является «несомненно впечатляющей» работой, не выходящей за пределы знакомых звуковых ландшафтов.
Критик с сайта Sputnikmusic охарактеризовал Three как искусное, но непритязательное дополнение к дискографии Хебдена, в которой музыкант сочетает элементы даунтемпо, IDM и эмбиента в таких композициях, как «обширная и органично зацикливаемая» завершающая «Three Drums» и энергичная «So Blue». Отмечая «ненавязчивое мастерство» и цельную структуру лонгплея, рецензент указал, что временами он спотыкается на ритме и эмоциональной глубине, упуская «хрупкость», которая выделяла New Energy. В итоге, по мнению критика, влияние пластинки «слишком скромное», а её потенциал как «музыки для настроения» оказывается недостаточно выраженным, в результате чего Three — выверенная, но скорее фоновая работа, которая подтверждает мастерство Four Tet, но не выводит его на новый уровень.

### Достижения
Альбом был номинирован на премию «Грэмми» в категории «лучший танцевальный/электронный альбом».

## Список композиций
Вся музыка написана Кираном Хебденом.
| №                   | Название                     | Длительность |
| ------------------- | ---------------------------- | ------------ |
| 1.                  | «Loved»                      | 4:03         |
| 2.                  | «Gliding Through Everything» | 4:08         |
| 3.                  | «Storm Crystals»             | 6:40         |
| 4.                  | «Daydream Repeat»            | 6:08         |
| 5.                  | «Skater»                     | 4:15         |
| 6.                  | «31 Bloom»                   | 5:52         |
| 7.                  | «So Blue»                    | 5:29         |
| 8.                  | «Three Drums»                | 8:15         |
| Общая длительность: | Общая длительность:          | 44:50        |

| №                   | Название                    | Длительность |
| ------------------- | --------------------------- | ------------ |
| 9.                  | «I’ll Miss The System Here» | 7:10         |
| 10.                 | «Scythe Master»             | 8:10         |
| 11.                 | «Mango Feedback»            | 4:51         |
| 12.                 | «Watersynth»                | 4:20         |
| Общая длительность: | Общая длительность:         | 69:21        |

## Чарты
Еженедельные чарты
| Чарт (2024)                                | Высшая позиция |
| ------------------------------------------ | -------------- |
| Бельгия/Фландрия (Ultratop Flanders)       | 187            |
| Великобритания (UK Albums)                 | 66             |
| Великобритания (UK Dance Albums)           | 1              |
| Великобритания (UK Independent Albums)     | 4              |
| Великобритания/Шотландия (Scottish Albums) | 14             |